# Fatma Øktem
Fatma Y. Øktem (nascida em 18 de dezembro de 1973, em Aarhus) é uma política dinamarquesa, membro do Folketing pelo partido político Venstre. Ela foi eleita para o parlamento nas eleições legislativas dinamarquesas de 2019 e anteriormente sentou-se no parlamento de 2011 a 2015.

## Carreira política
Øktem foi eleita pela primeira vez para o parlamento nas eleições de 2011. Ela não foi reeleita na eleição de 2015, mas tornou-se uma suplente do Venstre no distrito eleitoral da Jutlândia Oriental. De 22 de outubro a 6 de novembro de 2015 substituiu Michael Aastrup Jensen no Folketing. Na eleição de 2019, ela foi eleita para o parlamento com o seu próprio mandato novamente.